# Debbie Dickinson
Debbie Dickinson (nacida el 30 de diciembre de 1957 en Hollywood, Florida, Estados Unidos) es una actriz y modelo estadounidense. Es la menor de tres hermanos, Dickinson es de ascendencia biolorrusa y polaca. Debbie comenzó a modelar en 1975 con Elite Model Management en París, Francia, uniéndose su hermana, la supermodelo Janice Dickinson.
El primer show de moda de Dickinson fue para Louis Féraud en París. También modeló para Versace, Giorgio Armani, Ralph Lauren, Karl Lagerfeld, y Yves Saint Laurent entre otros.